# Associação Académica da Universidade da Madeira
A Associação Académica da Universidade da Madeira (AAUMa), comummente denominada Académica da Madeira (AM), foi criada em 1991 com o intuito de responder às necessidades dos estudantes, sendo a estrutura representativa e comunitária dos estudantes da Universidade da Madeira. No mesmo dia em que se comemorava o aniversário da adoção, por parte da Organização das Nações Unidas, da Declaração Universal dos Direitos Humanos, a 10 de Dezembro, elegiam-se os primeiros corpos sociais.
Os princípios da AAUMa presentes nos Estatutos são: Democraticidade; Igualdade; Independência, Autonomia; Solidariedade; Representatividade; Promoção dos direitos humanos.

## Funcionamento interno

### Assembleia Geral
A Assembleia Geral é o órgão deliberativo máximo cujos membros da Mesa da Assembleia Geral presidem, convocam e organizam as assembleias, nas quais são analisados, discutidos e deliberados assuntos relativos à comunidade académica, designadamente o Plano de Atividades, o Plano Orçamental, o Relatório de Gestão, entre outros. Também são votadas a atribuição de distinções, como a de Associado e Presidente Honorários.

### Direção
A Direção é o órgão de gestão que define as políticas gerais e zela pelo cumprimento do programa eleitoral e dos Estatutos, procurando fomentar e dinamizar o espírito académico, a camaradagem, a solidariedade e a união entre os estudantes, reavivando o gosto pelo Associativismo. É responsável pela representação interna e externa dos estudantes, defendendo e apoiando as suas iniciativas e colaborando ativamente com os seus representantes nos vários órgãos de gestão da UMa.

### Conselho Fiscal
O Conselho Fiscal é o órgão ao qual compete uma ação independente centrada na fiscalização coerente e rigorosa do fundo patrimonial e financeiro e das atividades da AAUMa. Para tal, desenvolve um acompanhamento contínuo com base numa análise imparcial das atividades desenvolvidas pela Direção e pelos seus departamentos.

## História
Ao longo de quase três décadas de existência, a Académica da Madeira tem defendido os interesses da Academia cumprindo, assim, as suas atribuições e os objetivos fundamentais que nortearam a sua origem, em 1991.

### Brasão
O Brasão de armas da AAUMa é composto por escudo redondo, centralizado, negro e branco e de bordo negro, símbolo da dignidade da Associação. O escudo é terciado em duas formas trapézicas simétricas de fundo branco, que formam a parte superior, e a ponta semicircular de fundo negro. Sobre o ponto de honra do escudo, encontra-se o símbolo da UMa, composto por um edifício e uma nuvem estilizados, ambos de cor negra. Sobre a nuvem estilizada cruzam-se dois diplomas académicos de cor branca e cujas extremidades superiores estão a negro. Juntos, o símbolo da Universidade e os dois diplomas, representam a Academia em que se insere a Associação e os alunos que representa. Na ponta semicircular, ao centro e a branco, encontra-se a flor estilizada da estrelícia, que representa a Madeira. O escudo possui uma cartela aberta decorativa a branco, encimada pela Cruz de Cristo, um símbolo da Região Autónoma da Madeira, a negro e branco. Sob o brasão encontra-se um listel com a designação oficial, Associação Académica da Universidade da Madeira, sendo a legenda do brasão.

### Década de 90
Os primeiros órgãos sociais da AAUMa liderados por Jorge Carvalho, como presidente da Direção, Deodato Rodrigues, como presidente da Mesa da Assembleia Geral, e António Cunha, como presidente do Conselho Fiscal, tomaram posse a 9 de janeiro de 1992. Enquanto António Cunha ficava responsável pela sigla e pelo símbolo da AAUMa, Inácia Carvalho, líder da Comissão pró-Associação e membro efetivo dos corpos sociais da AAUMa, ficaria responsável pela legalização e pelo registo da AAUMa enquanto associação estudantil e Ricardo Félix ficaria responsável pela formação de uma tuna, estando na base do que viria a ser, hoje, a Tuna Universitária da Madeira.
A 14 de janeiro de 1994 Jorge Carvalho vence, novamente, as eleições fazendo equipa com Deodato Rodrigues na Mesa da Assembleia Geral e Ricardo Félix no Conselho Fiscal. A organização de colóquios, de conferências e de fóruns de discussão sobre assuntos relacionados com o ensino superior e com a Universidade e a sua oferta formativa foram uma constante preocupação.
A 19 de janeiro de 1996 tomavam posse os novos corpos sociais da AAUMa liderados por Vitor Freitas como presidente da Mesa da Assembleia Geral, por Orlando Oliveira como presidente do Conselho Fiscal e por Eduardo Marques como presidente da Direção, cargo que manteve até 18 de dezembro do mesmo ano, data em que troca de lugar com a vice-presidente, Natércia Silva. É neste ano e sob a liderança de Eduardo Marques que se institui, pela primeira vez, a Semana do Caruncho e o Corte das Fitas, até então, Semana Académica e Queima das Fitas.
Após quase um ano de liderança feminina, toma posse, como presidente da Direção, eleita a 6 de março de 1998, Sara André Serrado. Com ela estava uma equipa liderada por Paulo Santos, como presidente da Mesa da Assembleia Geral e José Costa como presidente do Conselho Fiscal. Uma das primeiras preocupações da nova equipa foi a alteração estatutária e a desvinculação da AAUMa em relação às questões relacionadas com a praxe académica, criando-se, pela primeira vez na Madeira, a Comissão de Veteranos, o primitivo Conselho de Veteranos da UMa, por ata da Mesa da Assembleia Geral datada de 14 de outubro de 1998.

### Década de 00
A 19 de janeiro de 2001 é eleita, por dois mandatos, Clara Freitas tendo o último mandato terminado de forma abrupta. A Direção acaba por ser exonerada, em face do pedido de demissão apresentado pela maioria dos membros, inviabilizando a continuidade da restante equipa na liderança da AAUMa. Contudo, e enquanto estiveram ao serviço dos estudantes, as questões desportivas (nacionais e regionais), de ação social, culturais e recreativas foram as principais bandeiras da equipa.
A 23 de abril de 2004 chega à liderança da Direção da AAUMa, por dois anos, Marcos Pestana, acompanhado pelo irmão, Bruno Pestana, como presidente da Mesa da Assembleia Geral, e por José Canha como presidente do Conselho Fiscal, sendo substituídos, após as eleições de 8 de março de 2006.
Luís Eduardo Nicolau toma posse para o primeiro de três mandatos - 14 de março de 2006, 21 de abril de 2008 e 3 de novembro de 2010 - dando a cara por três equipas diferentes lideradas por André Dória, Andreia Micaela Nascimento e Rúben Sousa como presidentes da Mesa da Reunião Geral de Alunos (RGA) e por Pedro Olim, Tiago Seixas e Gonçalo Camacho como presidentes do Conselho Fiscal.
Logo nos primeiros meses de trabalho enfrentaram grandes desafios tais como a implementação do processo de Bolonha na UMa e a implementação do Regime de Prescrições. Foram responsáveis pela criação de um Jornal Académico mensal, a emissão de um programa de rádio diário e um mensal e de um programa televisivo na RTP-Madeira, de um projeto de solidariedade social, de um grupo de Fados e pela inauguração das Lojas Gaudeamus.
Ênfase, ainda, para a participação da AAUMa no primeiro Conselho de Leitores do Diário de Notícias da Madeira, no Conselho de Cultura da UMa e no Observatório do Emprego e Formação Profissional da UMa.

### Década de 10
O final da Receção ao Caloiro 2012 ficou marcado pela mudança das principais figuras da AAUMa. João Francisco Baptista, assume a presidência formando equipa com Vitor Andrade, como presidente da Mesa da Reunião Geral de Alunos e com Nuno Rodrigues como presidente do Conselho Fiscal e, em outubro de 2014, é reeleito tendo como líderes da restante equipa Ricardo Martins, como presidente da Mesa da Assembleia Geral de Alunos e Nuno Rodrigues como presidente do Conselho Fiscal. No decorrer dos seus mandatos podemos salientar o início da Imprensa Académica, chancela editorial da AAUMa, a criação de diversos mecanismos de apoio aos estudantes mais carenciados e o reconhecimento, pela União Europeia, enquanto entidade de acolhimento e de envio de voluntários através do Serviço Voluntário Europeu.
A 29 de outubro de 2016, tomam posse os membros eleitos. Carlos Abreu tomou posse como Presidente da Direção, na Assembleia Geral Gonçalo Martins, Marco Nascimento e Isabel Silva e no Conselho Fiscal César Pestana, Carlos Ferreira e Ricardo Martins. É durante este mandato que a AAUMa é premiada pelo Instituto Português do Desporto e Juventude, pelas suas Boas Práticas de Associativismo Estudantil, pelo Santander Totta com o Prémio Voluntariado Universitário e laureada com dois votos de louvor da Assembleia Legislativa Regional e da Câmara Municipal do Funchal.

## Presidentes
| Nº | Presidente da Direção   | Data em que assumiu o cargo | Nº de anos na presidência | Mandatos | Equipa                                 | Equipa                        |
| Nº | Presidente da Direção   | Data em que assumiu o cargo | Nº de anos na presidência | Mandatos | Presidente da Mesa da Assembleia Geral | Presidente do Conselho Fiscal |
| -- | ----------------------- | --------------------------- | ------------------------- | -------- | -------------------------------------- | ----------------------------- |
| 1  | Jorge Carvalho          | 9 de janeiro de 1992        | 4                         | 2        | Deodato Rodrigues                      | António Cunha                 |
| 1  | Jorge Carvalho          | 9 de janeiro de 1992        | 4                         | 2        | Deodato Rodrigues                      | Ricardo Félix                 |
| 2  | Natércia Silva          | 19 de janeiro de 1996       | 2                         | 1        | Vitor Freitas                          | Orlando Oliveira              |
| 3  | Sara André Serrado      | 6 de março de 1998          | 2                         | 1        | Paulo Santos                           | José Costa                    |
| 4  | Clara Freitas           | 19 de janeiro de 2001       | 3                         | 2        | -                                      | -                             |
| 5  | Marcos Pestana          | 23 de abril de 2004         | 3                         | 1        | Bruno Pestana                          | José Canha                    |
| 6  | Luís Eduardo Nicolau    | 14 de março de 2006         | 6                         | 3        | André Dória                            | Pedro Olim                    |
| 6  | Luís Eduardo Nicolau    | 14 de março de 2006         | 6                         | 3        | Andreia Micaela Nascimento             | Tiago Seixas                  |
| 6  | Luís Eduardo Nicolau    | 14 de março de 2006         | 6                         | 3        | Rúben Sousa                            | Gonçalo Camacho               |
| 7  | João Francisco Baptista | 18 de outubro de 2012       | 4                         | 2        | Vitor Andrade                          | Nuno Rodrigues                |
| 7  | João Francisco Baptista | 18 de outubro de 2012       | 4                         | 2        | Ricardo Martins                        | Nuno Rodrigues                |
| 8  | Carlos Abreu            | 29 de outubro de 2016       | 4                         | 2        | Gonçalo Martins                        | César Pestana                 |
| 8  | Carlos Abreu            | 29 de outubro de 2016       | 4                         | 2        | Diogo Freitas                          | Diogo Rodrigues               |
| 9  | Alex Faria              | 31 de outubro de 2020       | 2                         | 1        | Gonçalo Reis                           | Bernardo Faria                |
| 10 | Ricardo Bonifácio       | 29 de outubro de 2022       | (presidente atual)        | 1        | Leonor Freitas                         | Pedro Freitas                 |

## Atividades e Serviços
Ao longo de mais de 20 anos de existência, a AAUMa tem procurado defender os interesses dos estudantes cumprindo, assim, as suas atribuições e os objetivos fundamentais que nortearam a sua origem. Como sejam defender intransigentemente uma universidade democrática, inserida na sua comunidade; organizar, defender e representar os estudantes da Universidade da Madeira e defender os seus interesses. Contribuir para o fortalecimento das iniciativas conducentes a uma reforma democrática do ensino; promover a formação cívica, humana, cultural, desportiva e científica dos seus membros através do fomento de atividades culturais, físicas, desportivas e político-sociais. Intervir em todas as questões de interesse estudantil, em particular, as que visam a democratização do ensino e a melhor contribuição desta para o desenvolvimento socio-económico da região; defender e promover os valores fundamentais do ser humano; contribuir para a participação dos seus membros na discussão de problemas educativos e participar na gestão e na orientação da Universidade da Madeira, designadamente nos órgãos onde os estudantes têm assento.

### Apoio ao Estudante
O Apoio ao Estudante é a principal linha de ação da Académica da Madeira. Transversal em toda a sua missão, está disponível em dois canais distintos: presencialmente através do atendimento nos seus 4 postos, em especial no renovado e bilíngue Students' Help Desk, que era o antigo Secretariado, e, remotamente, através do atendimento pelo correio eletrónico ou pelos esclarecimentos consultados no sítio de Internet.
Com um conceito renovado em 2017, o atendimento ao estudante, feito através do Students' Help Desk, mostrou ser uma aposta ganha na medida em que recebeu cerca de 3 779 estudantes, nos dois primeiros meses de funcionamento, numa média de 62 alunos por dia. Com um horário alargado, das 10h às 18h, sem pausa para almoço, a este espaço acorrem estudantes locais, internacionais, de públicos não tradicionais e dos regimes diurnos e pós-laboral e onde podem ter acesso ao Kit do Caloiro, ao Guia Legislativo, ao Guia do Estudante, ao Guia de Descontos, ao Cartão de Associado, ao serviço de cópias We Print e à Agenda Académica.

### Bolsas e Apoios Sociais

#### Bolsa de Alimentação
A Académica da Madeira tem uma missão ampla e variada, onde está prevista a participação na definição e execução dos programas de ação social e na melhoria das condições de ensino. Ciente do preocupante quadro económico da região e do país, e das consequentes dificuldades dos estudantes e das suas famílias, a Académica criou, em estrita colaboração com os Serviços de Ação Social da UMa (SASUMa), a Bolsa de Alimentação. Após a implementação da Refeição Simples, em maio de 2012, e do Lanche Simples, em dezembro de 2012, a Académica pretendeu ir mais longe com a Bolsa de Alimentação. Este apoio consiste na oferta de senhas para almoço, durante todo o semestre letivo, representando assim uma poupança de centenas de euros para os estudantes e para as suas famílias. Através dos apoios angariados no setor público e privado, e da recolha de verbas das iniciativas executadas pela Académica, temos conseguido financiar milhares de refeições, todos os anos. Destacamos as verbas que recolhemos, através de parte dos lucros obtidos na comercialização de produtos portugueses na Gaudeamus, e que possibilitam um grande incremento na quantidade de bolsas oferecidas.

#### Bolsa Escolar
Ao longo destes últimos anos, os estudantes universitários têm sido dos mais prejudicados pelas contingências financeiras e pelas medidas implementadas ao nível do ensino. De acordo com estudos executados pela Académica, uma grande percentagem de estudantes da Universidade da Madeira sentem dificuldades financeiras e muitos destes ponderam abandonar os seus estudos por esse motivo. Como tal, é fulcral a existência de iniciativas como a Bolsa Escolar, que têm como objetivo, através das receitas geradas pelas inúmeras iniciativas dinamizadas pela Académica, ajudar os estudantes em dificuldade através do fornecimento de vários artigos de material escolar, reduzindo assim um dos principais custos associados à frequência do ensino.

#### Bolsa de Livros da Académica (LER)
Devido a diversos fatores, a cultura e a educação em Portugal não possuem o incentivo e o apoio necessários, o que dá origem, a longo prazo, a uma sociedade pobre, sem espírito crítico e que não está preparada para enfrentar os desafios que o futuro impõe. Consequentemente, acreditamos que têm extrema importância as iniciativas desenvolvidas com o objetivo de encorajar os jovens a consumirem cultura e a conhecerem a sua história, de forma a terem uma base de conhecimento bem assente. A Académica tem procurado atenuar as dificuldades sentidas pelos estudantes, através da criação da Bolsa de Alimentação e da Bolsa Escolar. No entanto, é sempre necessário inovar e evoluir, cada vez mais, para que toda a comunidade seja beneficiada. No seguimento de todo o trabalho que tem vindo a ser desenvolvido, apresentamos: LER. Porque LER é muito importante, e sabendo da grande dificuldade dos estudantes universitários em adquirir bibliografia técnica que esteja relacionada com as suas áreas de estudo, devido ao elevado custo, esta iniciativa terá como objetivo permitir o acesso dos estudantes a livros que sirvam de complemento à sua formação. Numa primeira fase, esta iniciativa terá como público-alvo os estudantes da Universidade da Madeira, não só por meio da atribuição de livros à sua biblioteca, mas também através da realização de eventos como feiras do livro usado, iniciativas que promoverão uma ligação entre os presentes e os antigos estudantes. Futuramente, o objetivo passará por expandir a iniciativa para as várias escolas espalhadas por todos os concelhos da Região, também com outro tipo de livros, de forma a propagar ao máximo o gosto pela leitura e a vontade de adquirir mais conhecimento junto do maior número de jovens possível.

### CADMUS
CADMUS é considerado o primeiro herói da mitologia helénica. Para Heródoto, teria sido o introdutor do alfabeto fenício na Grécia Antiga, originando o alfabeto grego. A CADMUS foi criada em 2020 para editar trabalhos de autores portugueses e estrangeiros. É uma editora generalista de livros independentes, natural da Ilha da Madeira, que edita em Portugal para todo o mundo. A sua linha editorial é constituída por vários géneros e procura, numa parte relevante das suas publicações, apresentar novos autores aos leitores, sempre tentando incitar e impulsionar a paixão pela leitura.

### Desporto Universitário
O Desporto permite potenciar e retirar o maior partido de cada indivíduo. De modo a elevar a formação desportiva na região, a AAUMa tem dinamizado atividades desportivas, e destacado a importância da prática desportiva no que diz respeito à aquisição de hábitos saudáveis e aspetos formativos que o desporto encerra. A modalidade rainha, o Futsal, reúne anualmente cerca de 180 estudantes.

### Doutorecos
O campo de férias, para crianças entre os 6 e os 12 anos, decorre no interior do Campus e tem como principais objetivos fomentar a interculturalidade entre os participantes por meio de partilhas de experiências pessoais na construção de um caminho comum que visa a alcançar objetivos pessoais e grupais, criar um ambiente propício ao desenvolvimento pessoal e social da criança, incutindo-lhe o espírito de equipa, de partilha, de colaboração e de responsabilidade e permitir, através dos temas incluídos no programa (laboratórios, ciências, arte, história), o desenvolvimento em diferentes áreas do conhecimento.

### Fatum
O Grupo de Fados da Académica da Madeira, Fatum, foi constituído em Janeiro de 2010, contrariando a inexistência de tradição em fazer ouvir as vozes dos estudantes que acompanhavam os trinares das guitarras de Coimbra. Em 8 anos de ensaios e de espetáculos foram editados dois trabalhos discográficos, Fatum, em 2013 e Fado de Coimbra dos Clássicos aos Contemporâneos, em 2018.

### Herança Madeirense
```
Em 2017, a 
Herança Madeirense
 afirmou-se como o programa que congrega a oferta cultural e turística promovida pela AAUMa e que, entre outras atividades, dinamiza o Colégio dos 
Jesuítas
 do 
Funchal
, a Igreja de São João Evangelista, os Paços do Concelho, a 
Assembleia Legislativa da Madeira
, o Mosteiro de Santa Clara e os núcleos históricos de Santa Maria Maior e de São Pedro e a Quinta Vigia. Através dos circuitos culturais e históricos e do serviço de visitas educativas, os voluntários e colaboradores ajudam o visitante a conhecer o rico património material e imaterial da Madeira, nomeadamente os monumentos e os seus ocupantes, que ajudaram a moldar a nossa sociedade ao longo dos séculos.
```

### Imprensa Académica
A primeira Imprensa universitária em Portugal começou em Coimbra, no século XVI, durante o reinado de D. João III. A IMPRENSA ACADÉMICA é uma editora universitária portuguesa, criada em 2014, que desenvolve linhas editoriais que refletem a atividade científica das universidades e das demais instituições de ensino superior. Tem por missão a publicação de obras de mérito científico e cultural. Ao longo dos anos tem publicado em vários domínios do saber para promover e fomentar a investigação científica, além de divulgar os trabalhos produzidos nas instituições de ensino superior e incentivar a interação com a sociedade.

### LojasGaudeamuse Naturalmente Português
```
Os espaços comerciais da AAUMa funcionam em dois pontos da cidade do 
Funchal
: no Campus Universitário da Penteada e no Colégio dos 
Jesuítas
 do Funchal. Partilham uma filosofia de qualidade e rigor e, para além de promover a venda de produtos nacionais e regionais, com objetivo de angariar receitas que financiem as iniciativas de apoio aos estudantes da 
UMa
, funcionam também como um ponto de atendimento ao estudante e à comunidade em geral, com objetivo de esclarecer dúvidas e encaminhar as questões aos serviços competentes da Universidade.
```

### Mudámos a UMa (Valorizar o Património)
Inserindo-se no seu objetivo de dar aos estudantes melhores condições de estudo, a Académica chama a si a responsabilidade de idealizar um projeto de reabilitação e de restauro que, nos próximos anos, tem como fim melhorar as condições de ensino da nossa universidade.

### Universitas
Universitas é o programa que congrega a oferta de ações de acolhimento, de acompanhamento e de inserção na vida ativa dos futuros, atuais e antigos estudantes universitários. Assente na transmissão de valores, na construção de oportunidades e na valorização da cidadania, desenvolvemos várias iniciativas que espelham a raiz latina do conceito de universalidade, de totalidade, de companhia e de associação do vocábulo universitas.

### You Print
Tendo em conta que o material copiado, digitalizado e imprimido é fundamental para a maioria dos estudantes, a AAUMa implementou um serviço de cópias autónomo onde o próprio estudante, na posse da conta de utilizador, palavra-passe e cartão recarregável pode, ele mesmo, usufruir dos serviços a qualquer hora do dia, da noite e em de qualquer local. Com este sistema a AAUMa desenvolve, ainda, uma política de responsabilidade ambiental, ao promover um programa cujo intuito passa por apoiar a reflorestação de zonas da nossa ilha, afetadas pelos incêndios que deflagraram um pouco por toda a RAM. Os utilizadores do serviço You Print podem acompanhar, em tempo real, o impacto ambiental dos seus pedidos que, entre setembro e outubro situou-se no abate de cerca de 10 árvores, na emissão de 1,98 kg de CO2 e no gasto de 68,746 horas de energia. Ao utilizar este sistema, além de sensibilizar o utilizador para a impressão de documentos apenas em caso extremo de necessidade face ao impacto ambiental da mesma, somos capazes de minimizá-lo ao devolver à natureza as árvores correspondentes às utilizadas na produção do papel.

## Membros honorários

### Presidente Honorário

#### Deliberação da RGA de 28/11/2016
- João Francisco Azevedo Baptista.

### Associado Honorário

#### Deliberação da RGA de 4/3/2010
- Alberto João Cardoso Gonçalves Jardim, Antigo Presidente do Governo Regional da Madeira.
- Andreia Micaela Sardinha do Nascimento, Antiga Presidente da Mesa da Reunião Geral de Alunos da AAUMa.
- António José Cavaco Carrilho, Bispo do Funchal.
- Carlos Diogo Pereira, Antigo Secretário da Direção da AAUMa.
- Idalécio Damas Antunes, Departamento do Desporto da AAUMa.
- Jorge Maria Abreu de Carvalho, Primeiro Presidente da Direção da AAUMa.
- José Manuel Castanheira da Costa, Antigo Magnífico Reitor da Universidade da Madeira.
- Marco Faria, Antigo Presidente da TUMa.
- Tuna Universitária da Madeira, Instituição.

#### Deliberação da RGA de 29/03/2016
- João Bernardo da Silva Faria, Antigo Vogal da Direção da AAUMa.
- Luís Eduardo Nicolau Marques da Silva, Antigo Presidente da Direção da AAUMa.

#### Deliberação da RGA de 22/11/2018
- José Luís Ferreira de Sousa, Professor destacado para a AAUMa desde 2013.
- Rita Maria César e Sá Fernandes, Primeira doutorada pela Universidade da Madeira e Presidente do Conselho Pedagógico Universitário (à data).